# Clube de Regatas Guará
Maillots
Le Clube de Regatas Guará est un club brésilien de football basé à Brasilia dans le District fédéral.

## Palmarès
- Championnat de Brasilia de football
  - Champion : 1996